# NGC 4566
NGC 4566 is een spiraalvormig sterrenstelsel in het sterrenbeeld Grote Beer. Het hemelobject werd op 2 april 1791 ontdekt door de Duits-Britse astronoom William Herschel.

## Synoniemen
- UGC 7769
- MCG 9-21-24
- ZWG 270.12
- KARA 539
- PGC 42007